# Mittlere Schneidmühle
Mittlere Schneidmühle ist eine Wüstung auf dem Gemeindegebiet von Weißenbrunn im Landkreis Kronach (Oberfranken, Bayern).

## Geografie
Die Einöde lag auf einer Höhe von 296 m ü. NHN an der Rodach. Das Mühlgebäude zählte zum Anwesen Nr. 9 des Ortes Hummendorf.

## Geschichte
Mit dem Gemeindeedikt wurde Mittlere Schneidmühle dem 1808 gebildeten Steuerdistrikt Küps und der 1818 gebildeten Ruralgemeinde Hummendorf zugewiesen. In den amtlichen Ortsverzeichnissen nach 1877 wurde der Ort nicht mehr aufgelistet. In einer topographischen Karte von 1968 wurde die Mittlere Schneidmühle letztmals verzeichnet.

### Einwohnerentwicklung
| Jahr      | 001818 | 001861 | 001871 |
| Einwohner |        | 17     | 3      |
| Häuser    | 1      |        |        |
| Quelle    | [ 5 ]  | [ 6 ]  | [ 7 ]  |

## Religion
Der Ort war ursprünglich rein evangelisch-lutherisch und nach Weißenbrunn gepfarrt.

## Weblink
- Mittlere Schneidmühle in der Ortsdatenbank des bavarikon, abgerufen am 20. August 2021.